# Zaccheus Darko-Kelly
Zaccheus Darko-Kelly (Great Falls (Montana), 3 de mayo de 1997 es un baloncestista estadounidense que actualmente forma parte de la plantilla de P.A.O.K. BC de la A1 Ethniki griega. Con 1,98 metros de estatura, juega en la posición de escolta.

## Trayectoria deportiva
En su etapa universitaria formó parte durante dos temporadas de los Montana Western Bulldogs, con los que jugó desde 2016 a 2018. Tras un año en blanco, jugaría las otras dos temporadas de formación universitaria con los Providence Argonauts, desde 2019 a 2021. 
Tras no ser elegido en el Draft de la NBA de 2021, Darko-Kelly firmó por los Toronto Raptors para disputar la Liga de Verano de la NBA.
El 1 de septiembre de 2021, llega a Europa para firmar por el MHP Riesen Ludwigsburg de la Basketball Bundesliga.
El 5 de octubre de 2021 fichó por el Helsinki Seagulls de la Korisliiga finlandesa.
El 11 de julio de 2022 fichó por el P.A.O.K. BC de la A1 Ethniki griega.